# Principado de Bahawalpur
Bahawalpur era un estado musulmán en el sur de Punyab, en el actual Pakistán. En 1690 fue fundado por Amir Sadiq Bahadur Khan II Abbasi y alcanzó su independencia a principios del siglo XIX. En 1833 quedó en una relación de dependencia con Gran Bretaña y en 1947 el estado se unió a Pakistán, aunque la incorporación total no se produjo hasta 1955.

## Historia
La región en un principio se llamaba según la capital Shikarpur fundada en 1690 y era controlada por el imperio mogol de la India. Pero en 1739 Amir Sadiq Muhammad Khan Abbasi se rindió ante el conquistador Nadir Shah que se hizo con el territorio. El nuevo emperador sin embargo fue víctima de un asesinato y en consecuencia el estado cayó bajo el mando de la dinastía afgana Durrani.
En 1748 Daud Muhammad Bahawal Khan Abbasi I fundó como nueva capital a Bahawalpur y se hizo llamar a partir de ese momento Nawab de Bahawalpur. Muhammad Bahawal Khan Abbasi II recibió del Gran Mogol Shah Alam II los títulos de honor de Rukn ud-Daula ("pilar del estado"), Hafiz ul-Mulk ("guarda del reino"), Nusrat Jung ("Victorioso en la batalla") y Nawab Bahadur (un rango más elevado que Nawab).
Además en 1802 sumó otro título. Esta vez concedido por el emperador afgano Mahmud Shah Durrani fue nombrado Mukhlis ud-Daula ("siervo entregado del estado"). Como símbolo de su soberanía hizo acuñar por primera vez monedas propias.
A principios del siglo XIX el estado resistió la conquista del reino Sikh (cuyo emperador era Ranjit Singh), gracias a un tratado protector con la compañía india-británica el 22 de febrero de 1833. Aunque Gran Bretaña confirmaba en otro tratado en 1835 la independencia de Bahawalpur, el estado se convirtió en un vasallo de la compañía india-británica.
Entre 1945 y 1949 Bahawalpur sacó sus propios sellos.
El 7 de octubre de 1949, con la partición de la India británica, el último nawab gobernante de Bahawalpur proclamó la unión de su estado al recién creado Pakistán. Continuó gobernando hasta la incorporación total a Pakistán el 14 de octubre de 1955. El antiguo Bahawalpur se correspondería hoy en día con los distritos de Bahawalpur, Bahawalnagar y Rahimyar Khan de la provincia de Punyab, fundada en 1970.

## Lista de emperadores de Bahawalpur
- 1690 - 1702 Bahadur Khan II Abbasi
- 1702 - 1723 Muhammad Mubarak Khan I Abbasi
- 1723 - 1746 Sadiq Muhammad Khan Abbasi I
- 1746 - 1750 Daud Muhammad Bahawal Khan Abbasi I
- 1750 - 1772 Muhammad Mubarak Khan Abbasi II
- 1772 - 1809 Muhammad Bahawal Khan Abbasi II
- 1809 - 1826 Sadiq Muhammad Khan Abbasi II
- 1826 - 1852 Muhammad Bahawal Khan Abbasi III
- 1852 - 1853 Sadiq Muhammad Khan Abbasi III
- 1853 - 1858 Fateh Muhammad Khan Abbasi
- 1858 - 1866 Muhammad Bahawal Khan Abbasi IV
- 1866 - 1899 Sadiq Muhammad Khan Abbasi
- 1899 - 1907 Muhammad Bahawal Khan Abbasi V
- 1907 - 1955 Sadiq Muhammad Khan Abbasi V

- Datos: Q800236
- Multimedia: Bahawalpur (princely state) / Q800236